# 阿拉姆巴格
阿拉姆巴格（Arambag），是印度西孟加拉邦Hugli县的一个城镇。总人口56129（2001年）。

## 人口
该地2001年总人口56129人，其中男性28748人，女性27381人；0—6岁人口6464人，其中男3334人，女3130人；识字率65.87%，其中男性为73.02%，女性为58.37%。